# Орловська фортеця
Орловська фортеця (до 1738 року Дев'ята фортеця) — фортеця, споруджена у 1731 році за зразковим проектом фортець Української лінії. Розташована поблизу від села Дячківка, Нововодолазького району, Харківської області.
При фортеці знаходився Перший батальйон Орловського ландміліційного полку.

## Історія
Первісна назва фортеці Дев'ята, в 1738 році перейменована на Орловську фортецю. При фортеці розміщався 1-й батальйон Орловського ландміліційного полку, від якого фортеця отримала свою назву (2-й батальйон полку розміщувався в фортеці Святої Параскеви).
В 1770 році піхотні ландміліційні полки увійшли до складу армії, а сам Український корпус було скасовано. З 11-ти існуючих на той час ландміліційних полків чотири зберегли свої назви, а інші увійшли до складу інших полків. Орловський піхотний полк було розформовано. А кадри передані інших підрозділам, з пізніше сформованим 36-м піхотним полком не мав спадкоємства.

## Архітектура фортеці
Фортеця земляна, прямокутна в плані, чотирибастіонова. Площа фортечного двору більше 1 га. З напільного північно-західного боку розташований в'їзд до фортеці. Південно-західна куртина посилена равеліном, спрямованим до р. Берестовій. Фортеця була оточена сухим ровом, ділянки якого збереглися до наших днів. З сьомою на лінії Параскевською фортецею і дев'ятою — Іванівською з'єднувалася валом і ровом.

## Також
- Українська лінія